# Menemerus desertus
Menemerus desertus är en spindelart som beskrevs av Wesolowska 1999. Menemerus desertus ingår i släktet Menemerus och familjen hoppspindlar. Inga underarter finns listade i Catalogue of Life.